# Хачатрян, Рафик Гарегинович
Рафик Гарегинович Хачатрян (арм. Խաչատրյան Ռաֆիկ Գարեգինի; 7 октября 1937, Араван, Апаранский район — 16 января 1993, Ереван) — армянский и советский скульптор, работавший в области монументальной и станковой скульптуры. 
Имел прозвище «Хачар» («Խաչառ»). Прозвище состояло из первых четырёх букв его фамилии («Хача») и первой буквы его имени («Р») и имело значение: «Бери свой крест» («Хач Ар», «Խաչ աՌ»). По совместительству, крест («хач») был также его автографом, который можно увидеть на многих его скульптурах.

## Биография
Рафик Гарегинович Хачатрян родился 7 октября 1937 года в селе Артаване Апаранского района, Армянская ССР. 
В 1966 году окончил Ереванское художественное училище имени Паноса Терлемзяна, в 1971 году — Ереванский художественно-театральный институт. Член Союза художников СССР с 1976 года.
Работы Хачатряна экспонировались на выставках в таких странах, как Португалия, Болгария, Румыния, Чехословакия, Германия и Венгрия.
Являлся одним из преданных участников и идеологов армянского национально-освободительного движения. Состоял в штабе Армии Независимости, вместе с такими политическими и национальными деятелями, как Ашот Навасардян, Андраник Маргарян, Акопджан Тадевосян, Мовсес Горгисян и другими.
Рафик Гарегинович Хачатрян умер 16 января 1993 года в Ереване.

## Некоторые произведения

#### Станковые скульптуры
- «Портрет Александра Спендиаряна»
- «Весна»
- «Солдат победы»
- «Портрет Степана Шаумяна»
- «Максим Горький и Аветик Исаакян»
- «Портрет Комитаса»
- «Саркис Лукашин»
- «Армянка»
- «Ованес Айвазян (Иван Айвазовский) — великий армянский маринист»
- «Ода миру»
- «Металлург-рабочий»
- «Факелоносец революции»
- «Портрет поэта Паруйра Севака»,
- «Портрет Нельсона Степаняна»,

#### Памятники
- Памятник павшим в Великой Отечественной войне «Родина-Мать»
- Памятник павшим в Великой Отечественной войне «Родина-Мать»
- Родник-фонтан «Джангюлум»
- Мемориал погибшим героям «Пантеон»
- Памятник Эдуарду Торосяну за Освобождение Арцаха

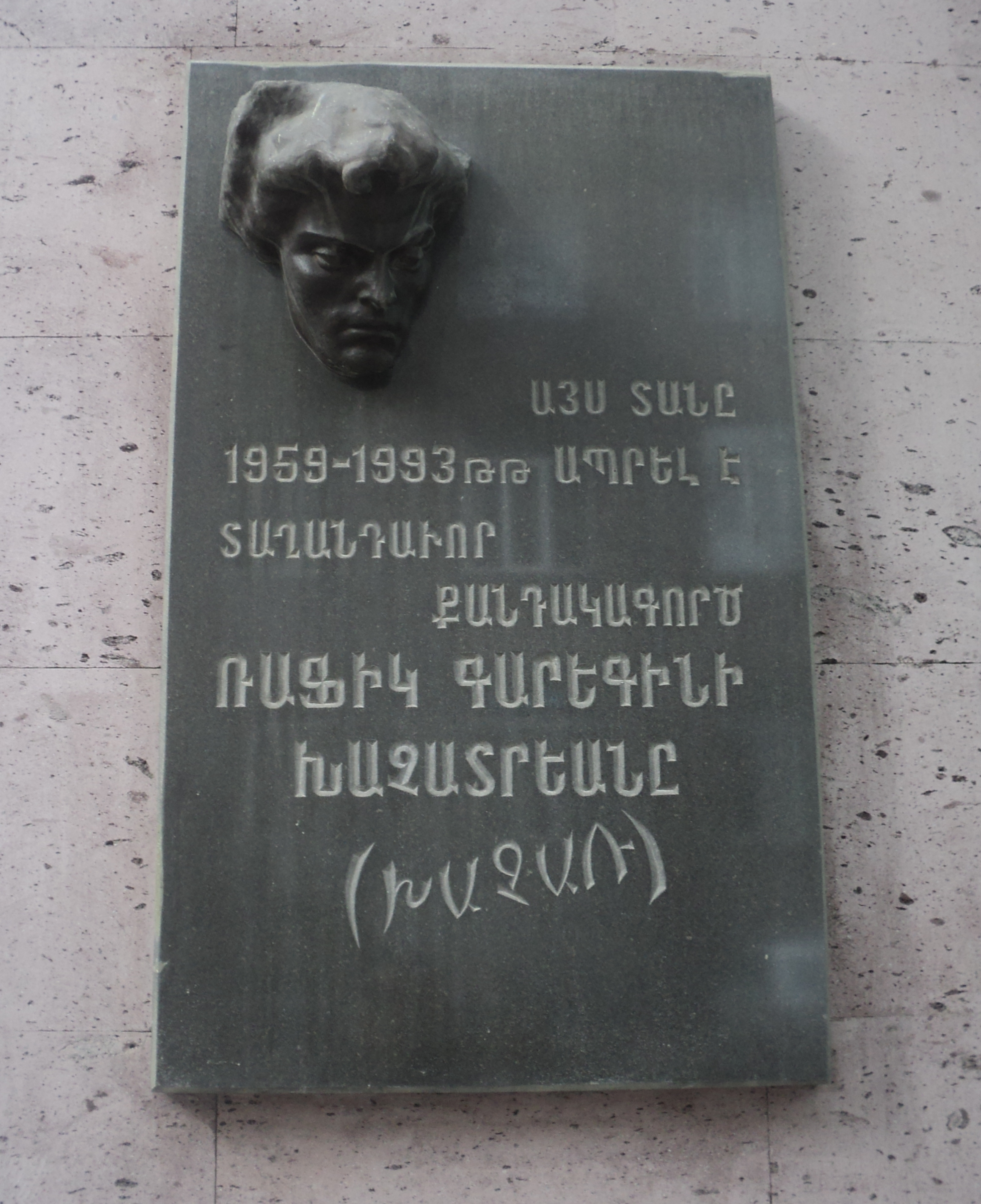
Мемориальная доска в Ереване

- Памятник Атому Абрамяну («Деро»)

## Память
Мемориальная доска в Ереване (ул. Езника Кохбаци, 83).